# 蚁力神
蚁力神天玺集团，是中国辽宁省沈阳市一個性保健品銷售廠商，董事長為王奉友。而蚁力神是蚁力神天玺集团所推出的主要商品，分为胶囊和酒两类产品，产品主要有补腎的功能。在2006年，人民网将蚁力神与中国建设银行、海尔和联想等企业共同列入“2006中国网友喜爱的十大品牌”。不過2007年集團因資金鏈斷裂爆發大规模抗议，受影響的投資者達數十萬人。

## 公司成立
1998年，王奉友结束了在广东的计程车行事業後，回到老家辽宁成立了蚁力神天玺集团的第一家公司「瀋陽鼎鑫科技實業有限公司」，1999年成立「瀋陽长港蚁宝酒业有限公司」，開始引進螞蟻保健品的工作。據王奉友所稱，1998年他開始考察當時的昆蟲保健品，經過挑選之後，他引进可以药食两用的珍贵蚁种拟黑多刺蚁，「采用先进的提纯技术，实现了蚂蚁制剂食用科学化、营养最大化」。根據報導，经国家相关部门严格检测与审批，在全国上市销售的蟻力神產品共有：抗疲劳型的蚁力神牌蚁力胶囊，免疫调节型的蚁力神牌滋补酒，改善睡眠型的蚁力神牌健眠胶囊，美容(祛黄褐斑)型的蚁力神牌蚁容胶囊，延缓衰老型的蚁力神牌颐养胶囊，调节血脂型的蚁力神牌粒粒清胶囊。
蚁力神天玺集团最後共设有七个不同类型的子公司，一共有瀋陽鼎鑫科技实业有限公司，製造螞蟻酒的瀋陽长港蚁宝酒业有限公司，負責螞蟻養殖的辽宁煦焱蚁力神蚂蚁养殖有限公司，辽宁帝豪销售有限公司，辽宁铸锋房地产开发有限公司，以及負責集團企畫的辽宁瀚文广告有限公司等。全中國分銷公司則達三百多家。

## 原料争议
2004年美国食品与药品管理局（FDA）警告美国消费者，蚁力神牌系列产品含有处方药浓度的昔多芬，与伟哥成分相同，食用后对心脏有一定副作用，与某些含有硝酸盐类的处方药（比如硝酸甘油）或违禁物质（硝酸戊酯）等药物相互作用，可能导致血压降低，从而影响人体健康，甚至威胁人的生命。因此，必须在医生的指导下才可以使用。蚁力神因此被禁止在美国销售，而蚁力神官方称蚁力神牌系列产品原料是可食用的中草药，由蚂蚁（拟黑多刺蚁）、酸枣仁、茯苓、西洋参和肉桂等组成，美國查獲的，則是摻西藥的仿冒品。
不過研究拟黑多刺蚁的專家，則有不同的看法。南京金陵蚂蚁研究治疗中心主任、被称为“中国蚂蚁王”的吴志成则在接受《南方周末》记者采访时认为：多刺蚁的保健功效是肯定的，不過「对于蚂蚁是否能“促进肾动力，增强性功能”，吴志成的结论是“效果微弱，是一个非常缓慢的过程”。他对记者称：“如果蚁力神真的像广告所说的那样‘急用时服两粒，谁用谁知道’，那肯定是加了(其他)药物的了」。
杭州市食品药品监管局在2006年对以中老年为主要消费人群的保健食品进行了质量安全监测评价，其中包括了蚁力神牌蚁力胶囊。根據該檢驗結果，杭州市當局認為蟻力神並未含违禁化学药物成分，不過其功效成分含量低于企业自己标准的规定，被判訂為不合格。蟻力神對此則表示，问题主要出在企业标准设置上有误："我们产品中的蛋白质含量不是产品的功效成分指标，与缓解体力疲劳功效没有直接关系"，對此將向相关监管部门提出修改企业标准的申请。

## 經營模式
蚁力神集团的下属公司辽宁煦焱蚁力神蚂蚁养殖有限公司的“委托养殖”模式：交纳蚁种最低保证金一万元人民币，养殖户就可在家养殖蚂蚁，投资14个半月后，公司回收养殖好的蚂蚁，养殖户可获得返利3,250元，投資報酬率高達32.5%。蚁力神天玺集团这种模式已经持续了數年，而且在2007年10月之前一直能够正常给养殖户返利，不过也有人质疑这种模式，认为这种模式属于非法集资。根據報導，「2005年，蚁力神在册养殖户已达27万，以每户4.2萬元的数据计算，按照三成的返款比例，蚁力神一年的返款额就达到40多亿元。而质疑者称蚁力神系列产品的年销售额虽然一直有多种版本的答案，但最多的数据也未超过15亿元。」「该公司上门收购蚂蚁时，根本不分品质、也不过秤，就是鼓动养殖户继续投资养殖。」「蚁力神真正目的不是蚂蚁，而是蚁民缴纳的保证金，用后加盟养户交的抵押金给先加盟的养户，以骗取更多养户加盟」，以拆東牆補西牆的方式持續經營。
官方對此也頗有注意。早在2001年，中國銀監會即調查蟻力神；2004年11月30日，中國銀監會又組調查小組赴瀋調查非法集資，瀋陽市政府主動提出「蟻力神問題」。2002年至2004年，遼宁省公安机關破獲重特大集資詐騙和非法吸收公眾存款案十六起，遼宁十六家類似的養殖投資公司被查封，涉案金額高達一百多億元，但蟻力神卻不在其列。根據當時官方媒體人民日報所屬雜誌的報導
指稱「（非法的）“代养”是由“养户”出资，由公司来养殖，而养户没有养殖，公司支付养户一定回报；蚁力神天玺公司的委托养殖是养户通过养殖蚂蚁所付出的劳动，而获得劳务报酬。对于这一经营模式，中国人民银行办公厅和国家银监会先后两次专门向辽宁省及沈阳市政府通报，蚁力神集团公司的委托养殖方式“不认定为非法集资”。」而與其他代養性質的非法集資公司做出區別。
不過當時也有民間媒體根據當地「消息人士」所透露：「对于王奉友、所有蚁力神的员工和“养蚁户”，甚至包括当地有关政府部门来说，蚁力神都是一个庞大的局，它不是一场简单的“骗局”，而更像是一场迫不得已进行下去的“赌局”」，一旦加盟后养户的资金不足以支付返利，就会发生资金断裂，而蟻力神涉及人数太多，款项也太大，动了蚁力神，將影響當地穩定和當地官員仕途，也因此當地政府決定「冷處理」，希望蚁力神能逐漸降低其回報率，解決問題。

## 社會關係
雖然有爭議，蟻力神相關產品並沒有因此在市場下架，反而得到政府与多数舆论的支持。根據報導，在沈阳蚁力神天玺集团的楼道里，可以看到蟻力神集團董事長王奉友与各类名人的合影，可見他平日盡力结交各界社会名流、编织各种社会关系的身影。
蟻力神總共獲得「消费者放心满意产品」、「中国市场放心健康食品」、「中国企业值得信赖品牌」、「名牌示范企业」等多项荣誉，並與中國建設銀行、海爾和聯想等企業共同入選「2006中國網友喜愛的十大品牌」。2005年，中共辽宁省委主办的杂志，称王奉友是「无疆的行者，无畏的勇者」。王奉友本人獲選為中央電視台2006年度三農人物候選，被形容為「為了幫助廣大農民朋友致富，蟻力神公司採用“委託養殖”、“公司加農戶”、“以銷定產，以產定養”等戰略的實施」，「實現了農民增收、企業增效，共同促進了新農村建設」。2007年官方雜誌描述蟻力神為「融中华民族传统养生文化与现代生物技术为一体，集产品研发、生产、销售一条龙；科技、农业、工业、商业、地产业、文化传媒业多元发展的现代企业集团」，「近8年的发展，集团在党和政府的扶持下，不断向前发展。随着保健品市场上品种的增多，改革开放的深入，王奉友认识到产品质量在企业发展中发挥着越来越重要的作用」。文中並推崇王奉友為科技創新與熱心公益的典範。總計蟻力神多年來共獲得中國內地100多家主流媒体的正面报道。虽然媒体对蚁力神的质疑自从传出添加西藥问题以来一直不断，不过大体说来居於少数。
在與政界關係上，王奉友多次在辽宁电视台和中央电视台公开露面，省委主要领导和有关人物也公开出面支持。王奉友與省政府官員，如前省長薄熙來等關係良好，並一直支持省政府和瀋陽市政府的活動。中國商務部於2006年8月，部长薄熙來任内，頒給蟻力神直銷執照，被批准於辽宁省内14个市行政区域从事直销活动，由於之前有疑似添加西藥的問題，且蟻力神從未有過直銷經驗，此举令直销业界感到惊讶。2007年5月，在第二届全国人大代表与优秀企业家高峰论坛上，蟻力神集團王奉友與内蒙古蒙牛乳业公司董事长牛根生、上海周氏集团公司董事长周小弟等人共同获得了“最具社会责任感企业家”的称号。
央视播出趙本山参与的廣告，被批评者批评为导致辽宁居民倾家荡产。 

## 破产
2007年秋，蚁力神资金链断裂，企业破产。在宣布破产前，蚁力神拖欠数十万养殖户返款，并最终引发蚁力神事件。

## 广告
辽宁电视台《挑战生活》节目专门对蚁力神和王奉友进行专题宣传。

### 广告词
- 赵本山：“送蚁力神呀！”“管用吗？”“谁用谁知道！”[28]
- 赵本山和范伟：“在家养蚂蚁，就是给自己找了一份好工作。”

### 电视剧
- 在电视剧《刘老根》中范偉饰演的“药匣子”吃了自己琢磨出的蚂蚁产品“蚂蚁大力丸”（暗示片尾赞助商蚁力神）而治好了顽症，并成功使李静饰演的“大辣椒”怀孕。[29]

### 歌曲
- 由邬大为、王奉友作词，铁源作曲的蚁力神天玺之歌：《我们是健康的领跑者》，曾在多个电视台黄金时间播出。[30]